# Iglesia de San Francisco (La Antigua Guatemala)
El Santuario de San Francisco el Grande está localizado en la ciudad de La Antigua Guatemala. El primer santuario fue edificado a mediados del siglo xvi, pero sufrió deterioros en el año de 1565 a causa de un fuerte sismo. La iglesia actual fue construida en 1702 por Diego de Porres y fue destruida por los terremotos de 1717, 1751 y 1773. 
Tras ser abandonada fue dañada por los terremotos de 1874 y 1917, hasta que finalmente, la iglesia fue reconstruida durante la segunda mitad del siglo xx, luego de que el estado guatemalteco permitiera que las órdenes regulares tuvieran propiedad en el país nuevamente y que a los franciscanos se les regresara el complejo en 1967. La iglesia es particularmente conocida por albergar la tumba de Pedro de San José de Betancur, misionero en Guatemala y santo de origen español.

## Historia

### Época colonial
Cuando los frailes franciscanos arribaron a Guatemala provenientes de España en 1530, les fueron asignadas 120 villas para catequizar. Fueron los primeros en mudarse al valle de Panchoy, en donde se asentó Antigua Guatemala, la capital del Reino de Guatemala en 1541. En esa ciudad construyeron una capilla en el solar en el que posteriormente se construyó la iglesia de la Escuela de Cristo. Esta capilla fue destruida en 1575 por un terremoto y durante los siguientes diez años se hicieron colectas para construir el nuevo complejo, a dos cuadras del anterior.
Gaspar Arias Dávila —regidor de Milpas Altas que muriera en 1543— donó mil ducados para la construcción del Convento de San Francisco. En agradecimiento, los frailes colocaron en el presbiterio de la iglesia sendas esculturas de su efigie y la de su esposa.
El complejo franciscano se convirtió en un importante centro cultural y religioso para todo el Reino de Guatemala: teólogos, juristas, filósofos, físicos y matemáticos estudiaron en su colegio de San Buenaventura, que estaba ubicado en donde actualmente están las ruinas del monasterio. En el colegio también estudiaron Cristóbal de Villalpando, Tomás de Merlo y Alonso de Paz. Aquí fue enterrado Nuño de Aguilar y de la Cueva en 1636. 
Capillas en el templo de San Francisco y año de su consagración:

- Santa Ana (1580)
- Vera Cruz (1589): a esta capilla fueron trasladados los restos del Hermano Pedro en 1990
- Loreto (1600)
- Ecce Homo (1619)
- Mártires de Japón (1619)
- San José (1619)
- Pablo de Escobar o Tercera Orden (1619): a esta capilla fueron 1817 fueron trasladados los restos mortales del Santo Hermano Pedro en 1817.
- De la Concepción (1700): en la reconstrucción de 1967 sólo se remodelaron los arcos torales del presbiterio y la fachada de esta capilla y desde 1990 se convirtió en el jardín del Santo Hermano Pedro.[3]
- Del Santísimo (?)

Tanto las capillas como el convento fueron expandidos durante el siglo xvii. En 1684 la estructura fue reforzada y logró resistir el terremoto de 1691. La nueva iglesia fue construida por Diego de Porres e inaugurada en 1702. Los terremotos de San Miguel de 1717 dañaron la estructura severamente, al igual que el terremoto de 1751.
Hacia 1773, cuando la ciudad fue afectada por los terremotos de Santa Marta el complejo arquitectónico de los franciscanos tenía una extensión de casi tres hectáreas y hospedaba a cien religiosos. En ese entonces en el complejo se encontraba la casa de estudios con cátedras de filosofía, teología y cánones, talleres de artesanía y pintura, residencia para los misiones, la segunda imprenta que se estableció en Guatemala, la enfermería y una farmacia abierta al público.

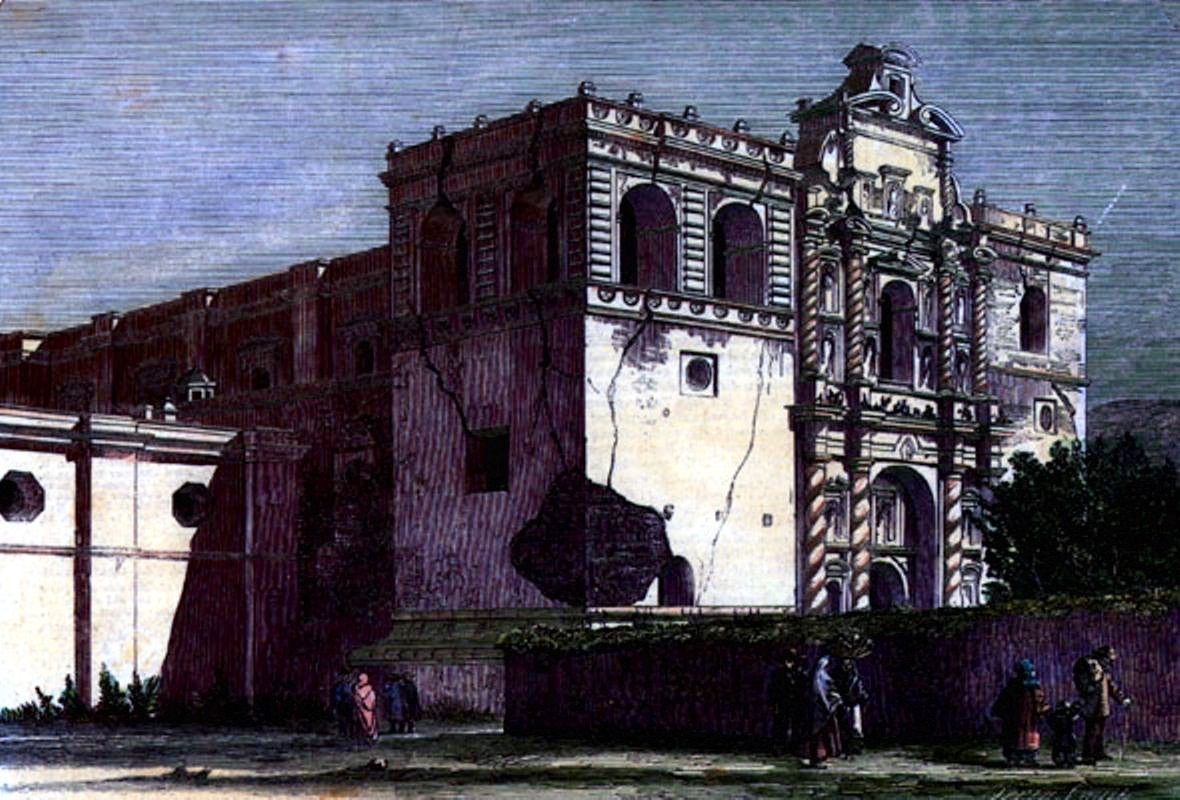
Templo de San Francisco luego de los terremotos de Santa Marta.

Los terremotos de Santa Marta en 1773 dañaron severamente el complejo, pero los vecinos construyeron la capilla de San Francisco en 1774, la cual permaneció abierta al culto en lo que ahora se llamó Antigua Guatemala.  El resto de la estructura quedó en pie pero inestable.

### Tras el traslado de la capital

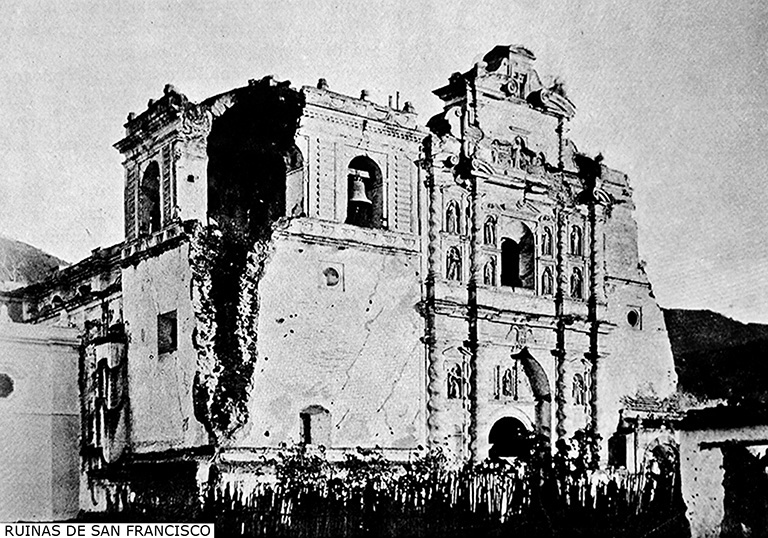
Estado del templo de San Francisco luego del terremoto de 1874. Obsérvese que el campanario norte quedó severamente dañado, mientras que el del sur se desplomó completamente. Fotografía de Juan José de Jesús Yas en 1897.

En 1874, la ciudad fue nuevamente afectada por un grave terremoto, que daño el edificio aún más.  En 1897 la revista cultural La Ilustración Guatemalteca reportó que después de ser uno de los más suntuosos edificios de la capital de la Capitanía General de Guatemala, las ruinas y su gran área de terreno hacían que fuera uno de los destinos más visitados por los viajeros. También, se reportaba que había muchos devotos que asistían a la capilla que encuentra al norte de la Iglesia, pues dicha capilla ya había sido restaurada para servir de templo pues en ella existían los despojos mortales del Hermano Pedro de San José Betancurt.

### Retorno a los franciscanos y restauración
El complejo franciscano permaneció abandonado hasta la década de 1960; pero el 6 de enero de 1960 el arzobispo de Guatemala Mariano Rossell y Arellano devolvió el complejo a los frailes franciscanos. En 1961, en medio de mucha polémica, los franciscanos iniciaron la reconstrucción del templo, la cual concluyó en 1967; entre los que participaron activamente en la restauración estuvo fray Miguel Murcia, guardián de la Iglesia de la Recolección en la Ciudad de Guatemala. Los franciscanos contaron además con la ayuda del presidente general e ingeniero Miguel Ydígoras Fuentes, y de los miembros del Comité Pro Reconstrucción de la Iglesia.
El terremoto de 1976 destruyó la imagen de la Virgen María que se encontraba en la parte trasera del altar mayor.
En 2013 se realizó la 43 Asamblea General de la Organización de Estados Americanos en las instalaciones del Convento de Santo Domingo. Entre los asistentes estuvo el secretario de Estado de los Estados Unidos, John Kerry, quien hizo un recorrido por los edificios del complejo de San Francisco como parte de su itinerario.

## Arquitectura

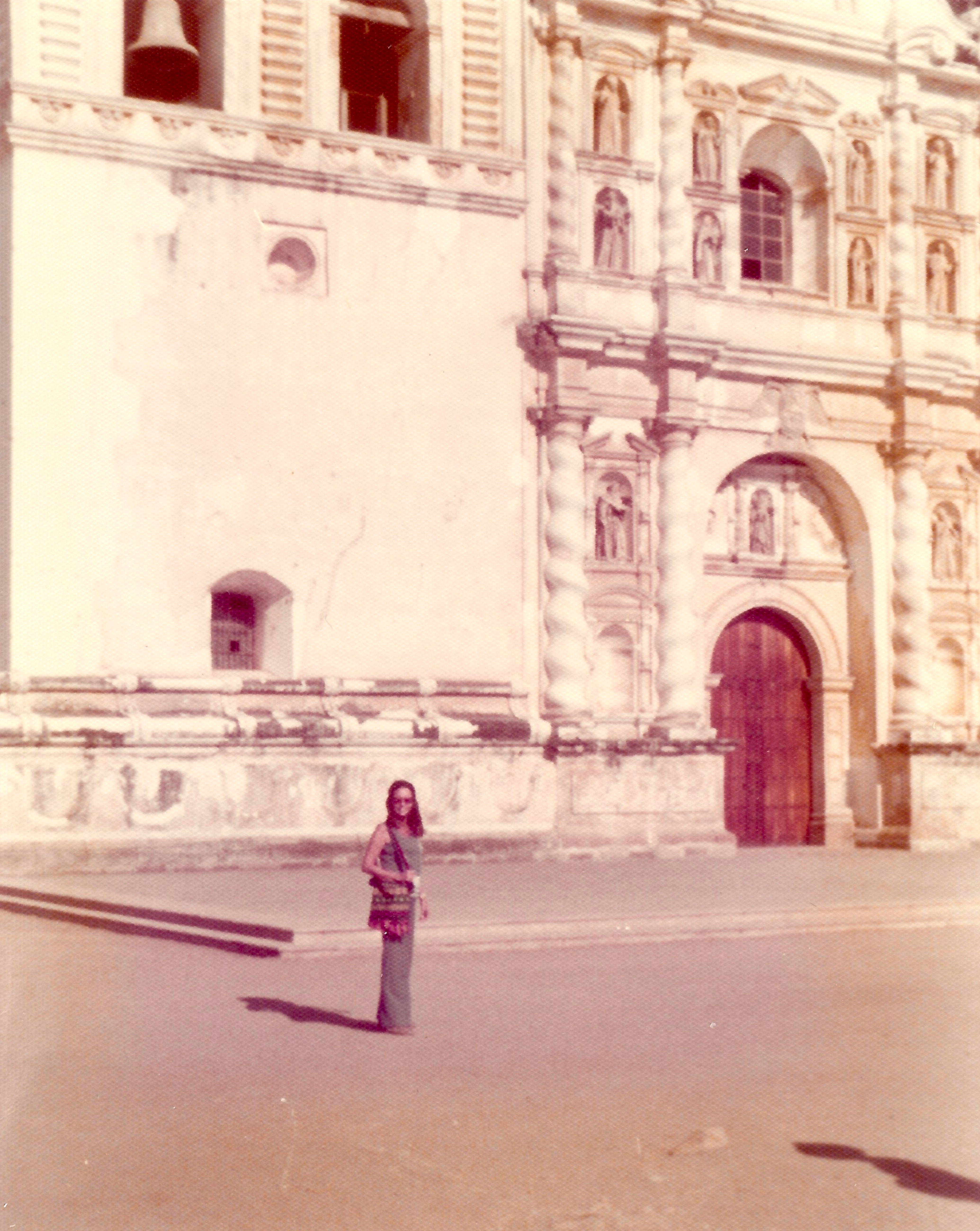
Una imagen de la Iglesia de San Francisco, en La Antigua Guatemala, fechada en 1975.

La fachada de la iglesia se encuentra adornada por columnas salomónicas. Se compone de tres calles y cinco cuerpos con nichos ocupados por santos franciscanos. En el arco central, en la hornacina del tímpano está una imagen de la Virgen María de yeso y sobre el arco está el águila bicéfala del emperador Carlos V. La fachada está flanquada por dos torres más bajas que la cúspide de la fachada: la torre Norte es la de las campanas, reconstruida en 1967, y la torre Sur era la del reloj, pero ésta no fue reconstruida y permanece como la dejó el terremoto de 1773. Adyacente a la construcción se encuentran las ruinas del antiguo convento. La iglesia tiene forma de cruz latina, conforme a los cánones del Concilio de Trento.

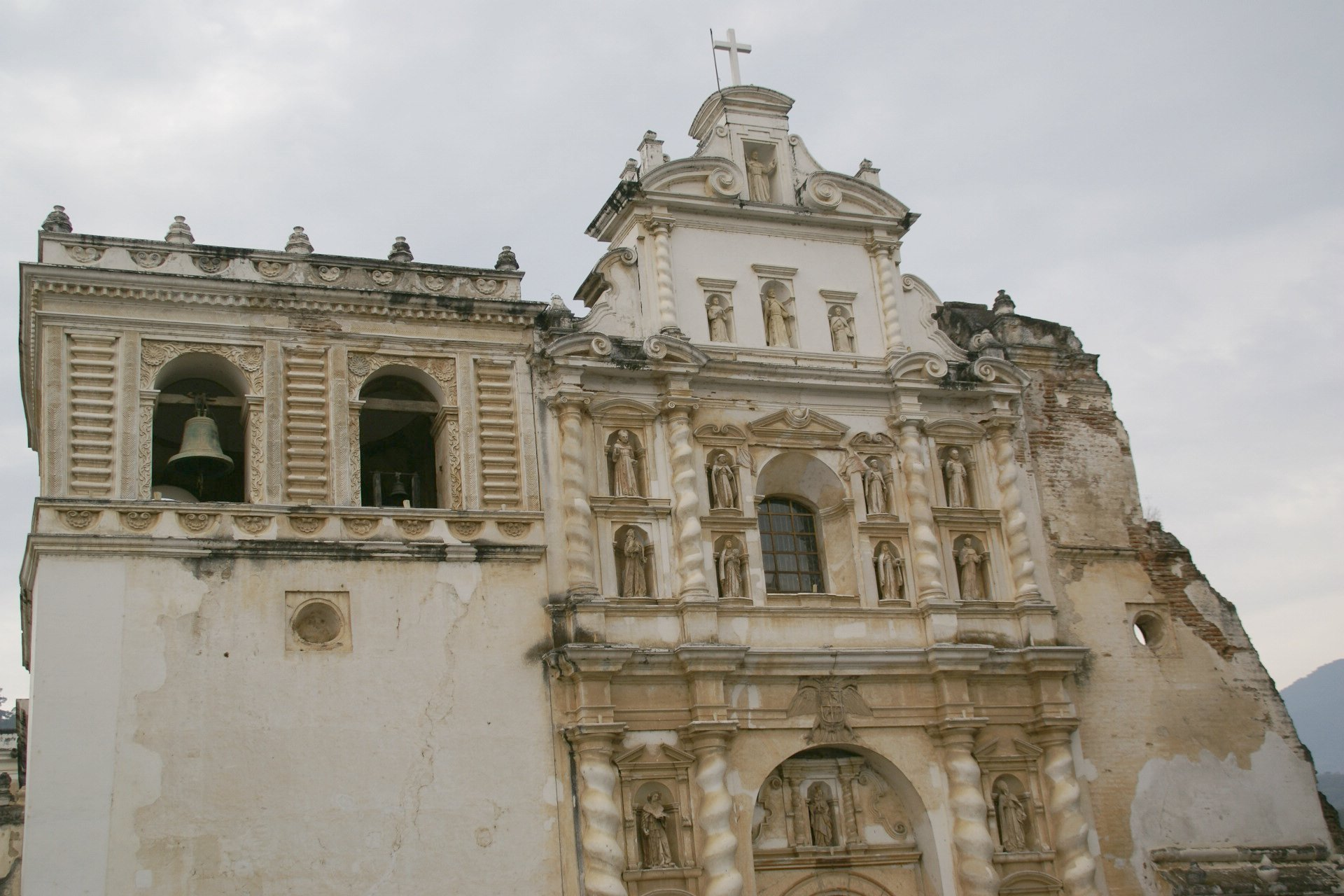
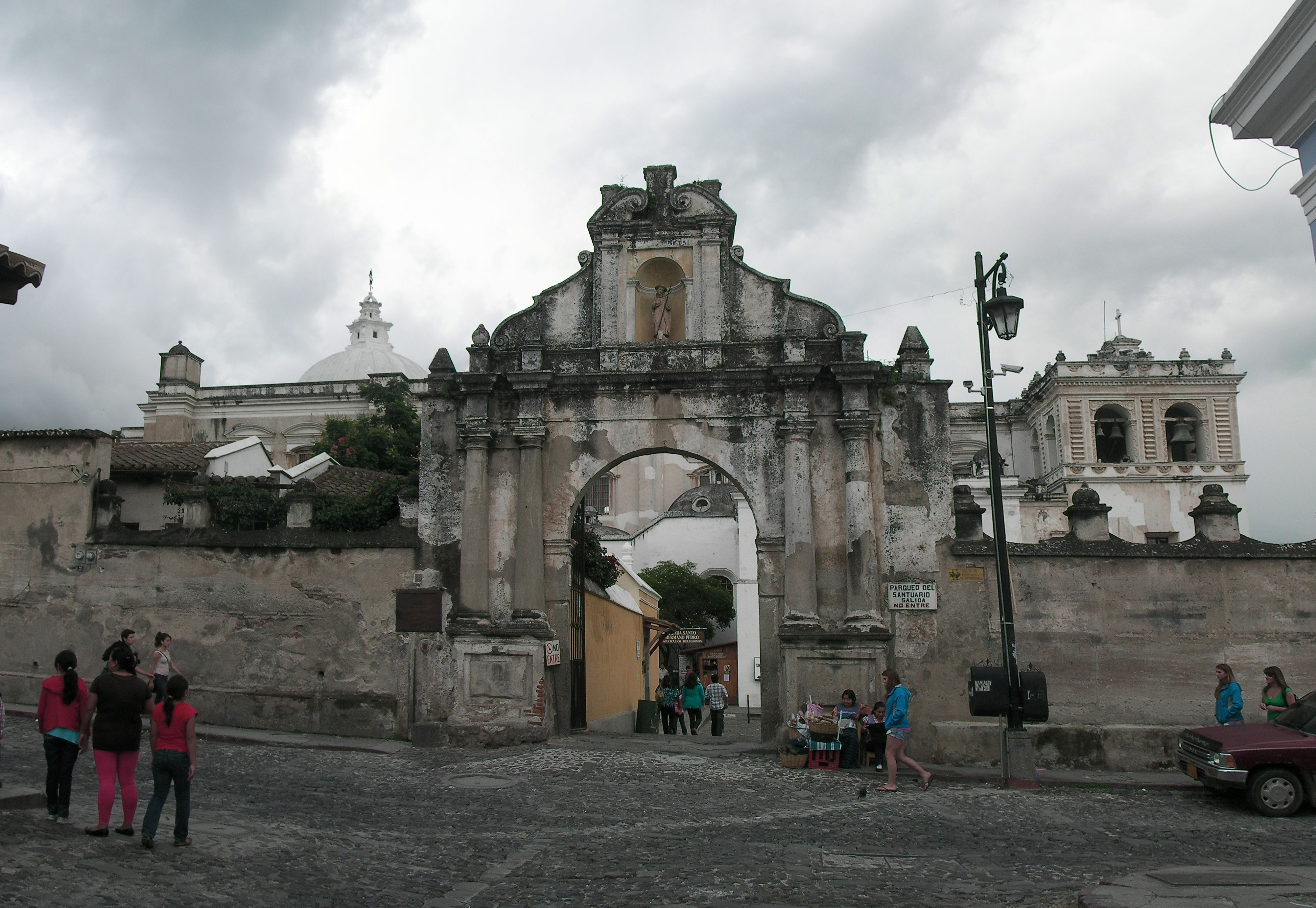
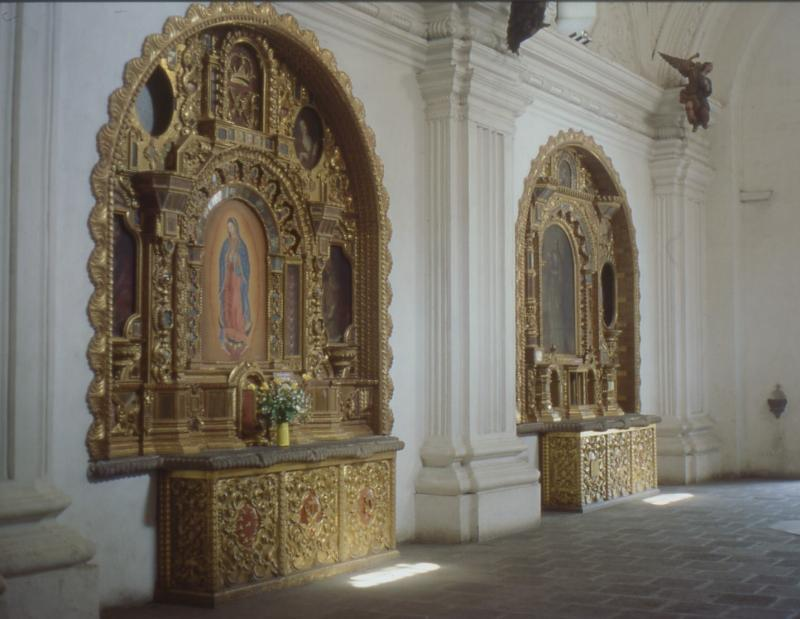
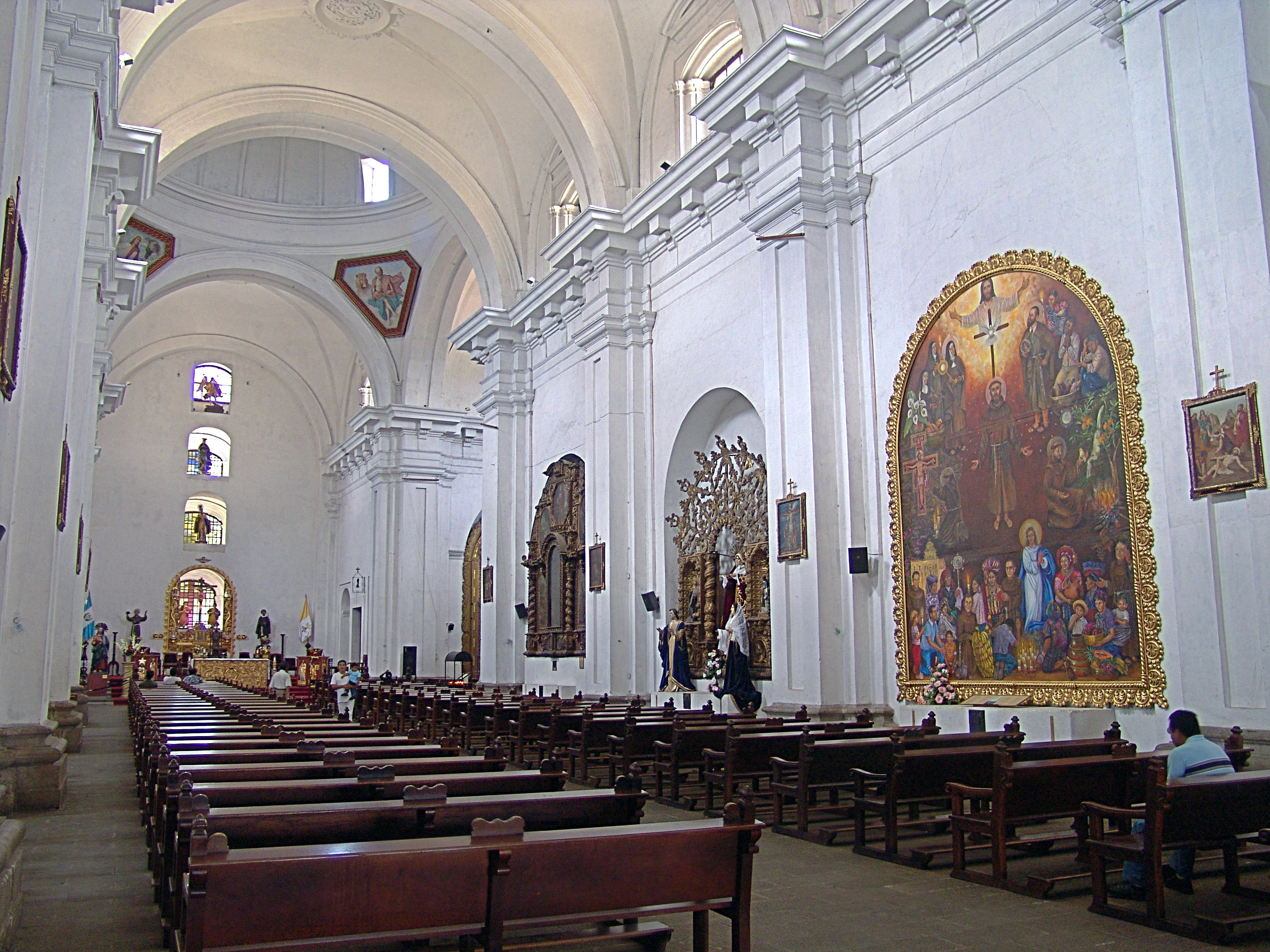

## Reliquia: Tumba del Santo Hermano Pedro

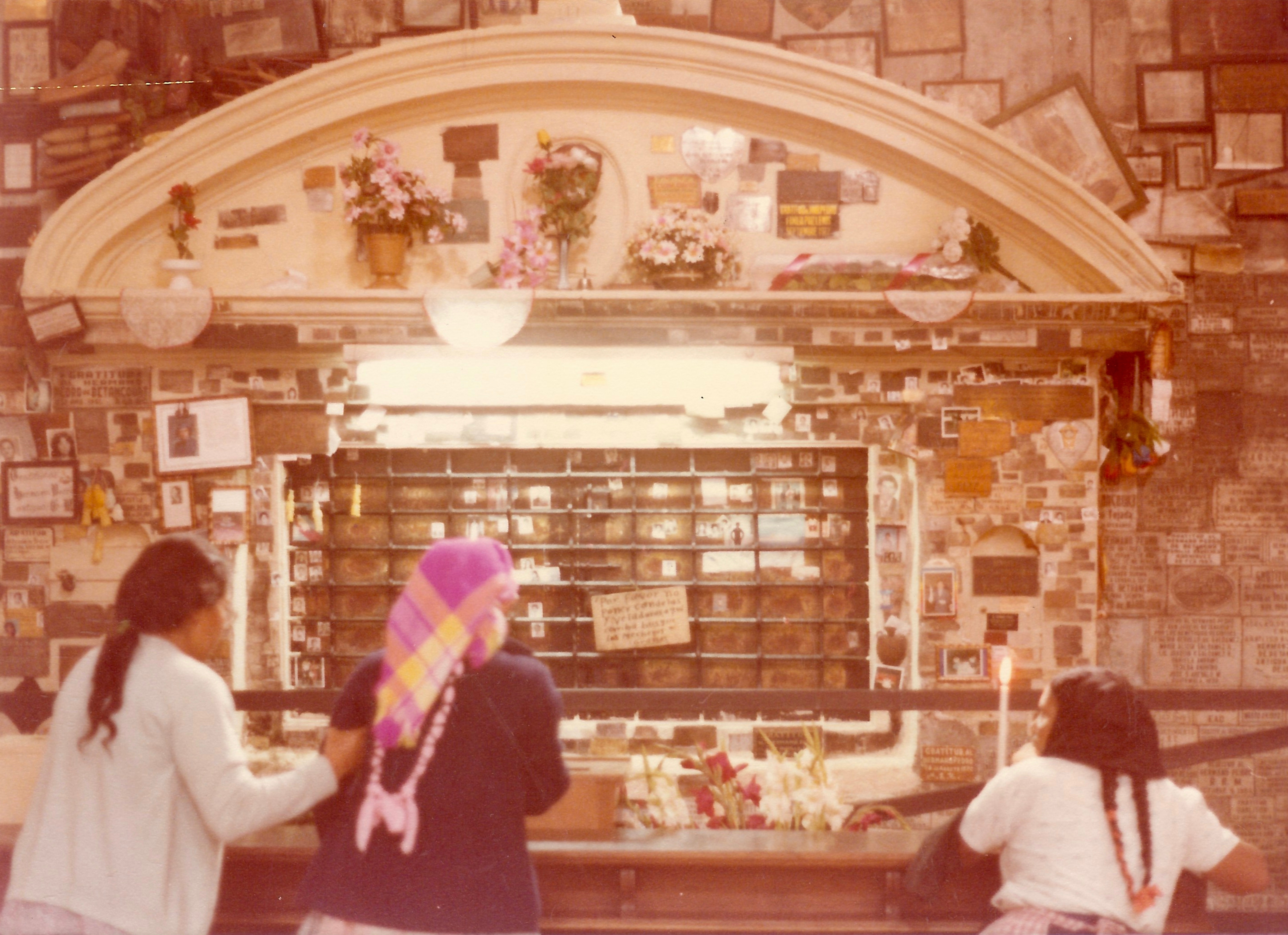
Tumba del hermano en la capilla de la Tercera Orden, antes de su traslado a la capilla de la Vera Cruz en 1990.

El templo alberga los restos de Pedro de San José Betancur, misionero en Guatemala y santo de origen canario. El santo ha estado sepultado en San Francisco desde su muerte, el 25 de abril de 1667, pero en diferentes ubicaciones:
- 1667-1684: sacristía antigua
- 1684-1692: transeto sur
- 1703-1817: alacena inmediata al altar mayor, pared sur
- 1817-1990: capilla de la Tercera Orden
- 1990-: capilla Vera Cruz (remodelada para el efecto con tallas de José Nicolás).

Por la presencia de los restos mortales del Hermano Pedro, la iglesia de San Francisco fue elevada a la calidad de Santuario Arquidiocesano por el arzobispo de Guatemala cardenal Rodolfo Quezada Toruño el 30 de julio de 2003.
La Tumba y Santuario son una de las etapas de la Ruta turística conmemorativa, que permite realizar un recorrido de los monumentos de La Antigua Guatemala a través de la vida y obra del Hermano Pedro.
Esta ruta incluye -entre otros- visitas a los telares de Pedro Armengol, al monumento al Hermano Pedro y el Arco del Matasanos, Hospital Real de Santiago, Templo de Nuestra Señora de las Mercedes y al monumento y convento de la Compañía de Jesús.

## La Inmaculada Concepción en San Francisco

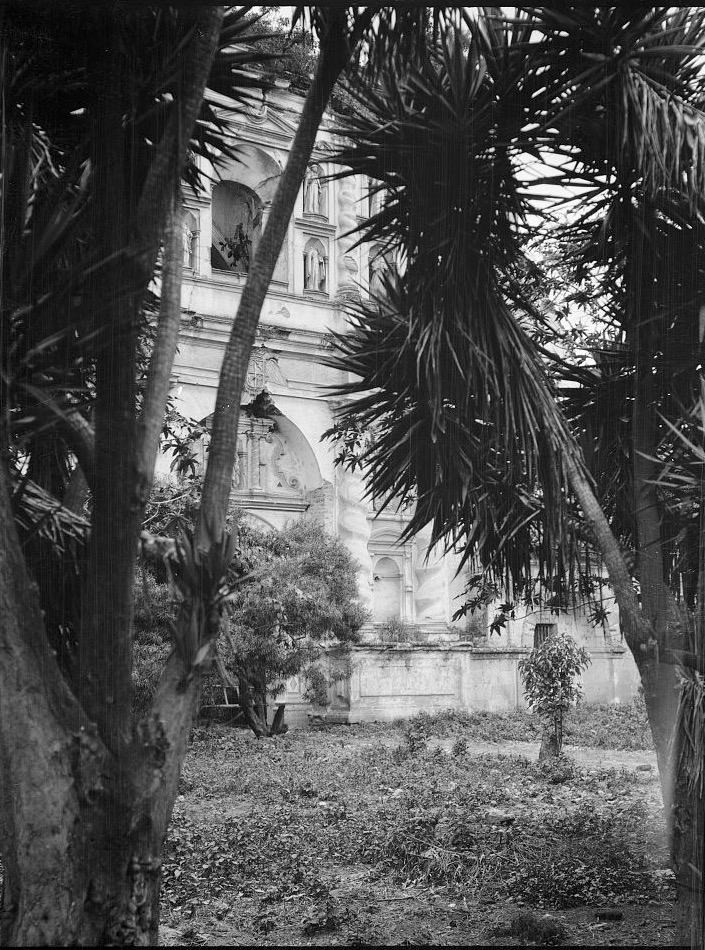
Fachada en ruinas de la iglesia aproximadamente en 1915. Fotografía de Juan José de Jesús Yas.

Cuando los franciscanos se establecieron en la antigua capital en la década de 1530, fundaron la Cofradía con 
Autoridad Apostólica encargada de mantener el culto de la Inmaculada Concepción con sus Reglas para normar la solidez de la Institución y la vida ética y religiosa de sus miembros.
Después de la catástrofe por la inundación que destruyó la ciudad de Santiago de Guatemala en el valle de Almolonga, en la ciudad de Santiago asentada en el valle de Panchoy, los franciscanos mantuvieron e incrementaron el culto a la Virgen de la Inmaculada Concepción, con el mismo fervor y solemnidad.
La Cofradía se mantuvo activa y para su festividad el 8 de diciembre, hubo vísperas, liturgia con cantores, música y procesión votiva (Rezado), desde el 8 de diciembre de 1617.

## Celebración de Semana Santa
Las procesiones de Semana Santa en Antigua Guatemala son uno de los principales atractivos turísticos del país. De San Francisco salen las siguientes:
| Día                | Actividad                             | Horario                 |
| ------------------ | ------------------------------------- | ----------------------- |
| Viernes de Dolores | Viacrucis del Hermano Pedro (varones) | 3:00 a. m. - 6:00 a. m. |
| Jueves Santo       | Jesús Nazareno del Perdón             | 1:00 p. m. 12:00 a. m.  |

## En el cine

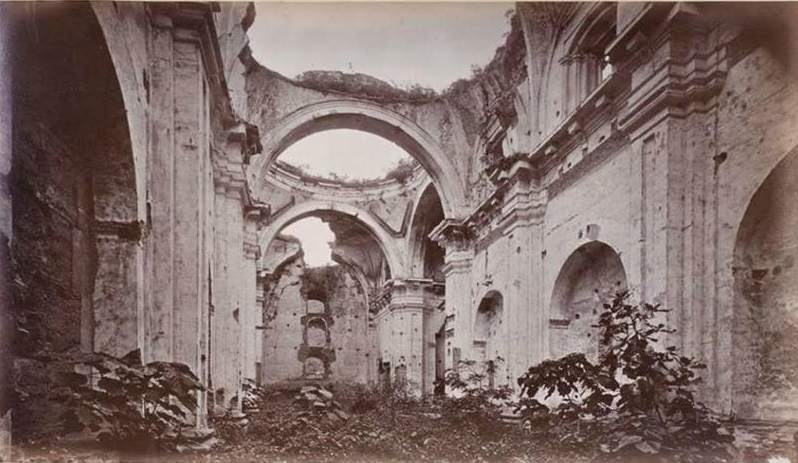
Ruinas de la iglesia en 1875; así lucía el interior de San Francisco cuando se rodó allí la película Las nuevas aventuras de Tarzán en 1935. Fotografía de Eadweard Muybridge.

Las ruinas de la Iglesia fueron utilizadas en 1935 para filmar las escenas de la película Las nuevas aventuras de Tarzán en que los expedicionarios son capturados por los adoradores de la Diosa Verde en las ruinas de una «antigua ciudad española construida sobre los restos de una antigua ciudad maya» y están a punto de ser sacrificados.  La película se filmó enteramente en diferentes localizaciones en Guatemala, incluyendo, aparte de la Antigua Guatemala: Chichicastenango, Río Dulce, Puerto Barrios, Tikal, Quiriguá y la Ciudad de Guatemala.